# Tošihiko Okimune
Tošihiko Okimune (japonsko 沖宗 敏彦), japonski nogometaš, 7. september 1959.
Za japonsko reprezentanco je odigral dve uradni tekmi.